# Cerceis aspericaudata
Cerceis aspericaudata är en kräftdjursart som beskrevs av Edward John Miers 1884.
Cerceis aspericaudata ingår i släktet Cerceis och familjen klotkräftor. Inga underarter finns listade i Catalogue of Life.